# Fortificaciones de La Valeta
Las Fortificaciones de La Valeta (en maltés: Is-Swar tal-Belt Valletta) son un complejo de murallas y otras fortificaciones que rodean La Valeta, Malta. La primera fortificación fue el Fuerte de San Telmo de 1552, pero las fortificaciones de la ciudad no se iniciaron hasta 1566, cuando esta fue fundada por el gran mestre Jean de Valette. Esta obra fue diseñada por el arquitecto Girolamo Cassar. Se realizaron modificaciones durante los siglos siguientes, siendo la última adición importante el Fuerte Lascaris, completado en 1856. La mayoría de las fortificaciones se conservan en gran parte intactas hoy en día.
La ciudad de La Valeta, junto con Nicosia en Chipre, es considerada un ejemplo práctico de una ciudad ideal del Renacimiento, y esto se debe a sus fortificaciones así como a la vida urbana dentro de la ciudad. Estas fortificaciones eran bien conocidas por toda Europa en los siglos XVII-XVIII, y podrían haber influido en los diseños de parte de la fortaleza de Luxemburgo (parte del sistema de defensa de la Confederación Germánica). En un libro de 1878, La Valeta fue descrita como «una de las mejores [ciudades] fortificadas del mundo». Hoy, las fortificaciones de La Valeta son consideradas como las más importantes de las fortificaciones de Malta, y están incluidas en la lista de sitios Patrimonio de la Humanidad de la Unesco.

## Historia

### Antecedentes
La construcción de una ciudad fortificada en la península de Sciberras se propuso por primera vez en 1524, cuando la Orden de San Juan de Jerusalén envió una comisión para inspeccionar las isla de Malta. En aquel entonces, la única fortificación en la península era una atalaya de la milicia construida por la Corona de Aragón en 1488. La torre fue fortalecida en 1533 pero la ciudad propuesta no fue construida, pues la Orden se centró en las fortificaciones de la ciudad de Birgu, su base de operaciones.
En 1551, una fuerza otomana atacó brevemente Malta, saqueó Gozo y capturó Trípoli, y como resultado, la Orden creó una comisión para mejorar las fortificaciones de la isla. En 1552, la atalaya aragonesa fue derribada y el Fuerte de San Telmo fue construido sobre su solar. Este jugó una función significativa en el Gran Asedio de Malta de 1565, aunque cayo después de un mes de feroz asedio (en el que el general otomano Dragut fue asesinado). Los caballeros aguantaron en Birgu y Senglea hasta que llegó una fuerza de auxilio y se levantó el sitio.

### Construcción
Después de que la Orden emergió victoriosa del asedio, recibió el apoyo financiero de Europa, que se utilizó para construir la capital nueva en la península de Sciberras. El ingeniero italiano Francesco Laparelli fue enviado por el Papa para construir las fortificaciones de la ciudad, la cual fue diseñada siguiendo la traza italiana. El diseño original de Laparelli consistió en un recinto abaluartado, con nueve caballeros (recinto construido dentro de una fortificación) y una zanja. La ciudad debía ser diseñada a lo largo de un plano hipodámico y debía incluir un arsenal naval y un Manderaggio (un puerto para los barcos pequeños).
La primera piedra de la ciudad fue puesta por el gran maestro Jean de Valette el 28 de marzo de 1566, y la nueva ciudad se llamó La Valeta en su honor. Las murallas de la ciudad estaban entre las primeras estructuras en ser construidas dentro de la ciudad, y fueron en gran parte terminadas por 1570. El diseño sufrió algunos cambios mientras se construía la ciudad y solamente dos caballeros fueron construidos, mientras que el arsenal y el Manderaggio nunca fueron levantados. El Fuerte de San Telmo, que había sido severamente dañado en el sitio de 1565, fue reconstruido e integrado en las murallas de la ciudad.
La ciudad de La Valeta se convirtió oficialmente en la capital de Malta y la sede de la Orden de San Juan de Jerusalén el 18 de marzo de 1571, aunque todavía estaba inacabada. A finales del siglo XVI, La Valeta era el asentamiento más grande de Malta.

### Mejoras y modificaciones

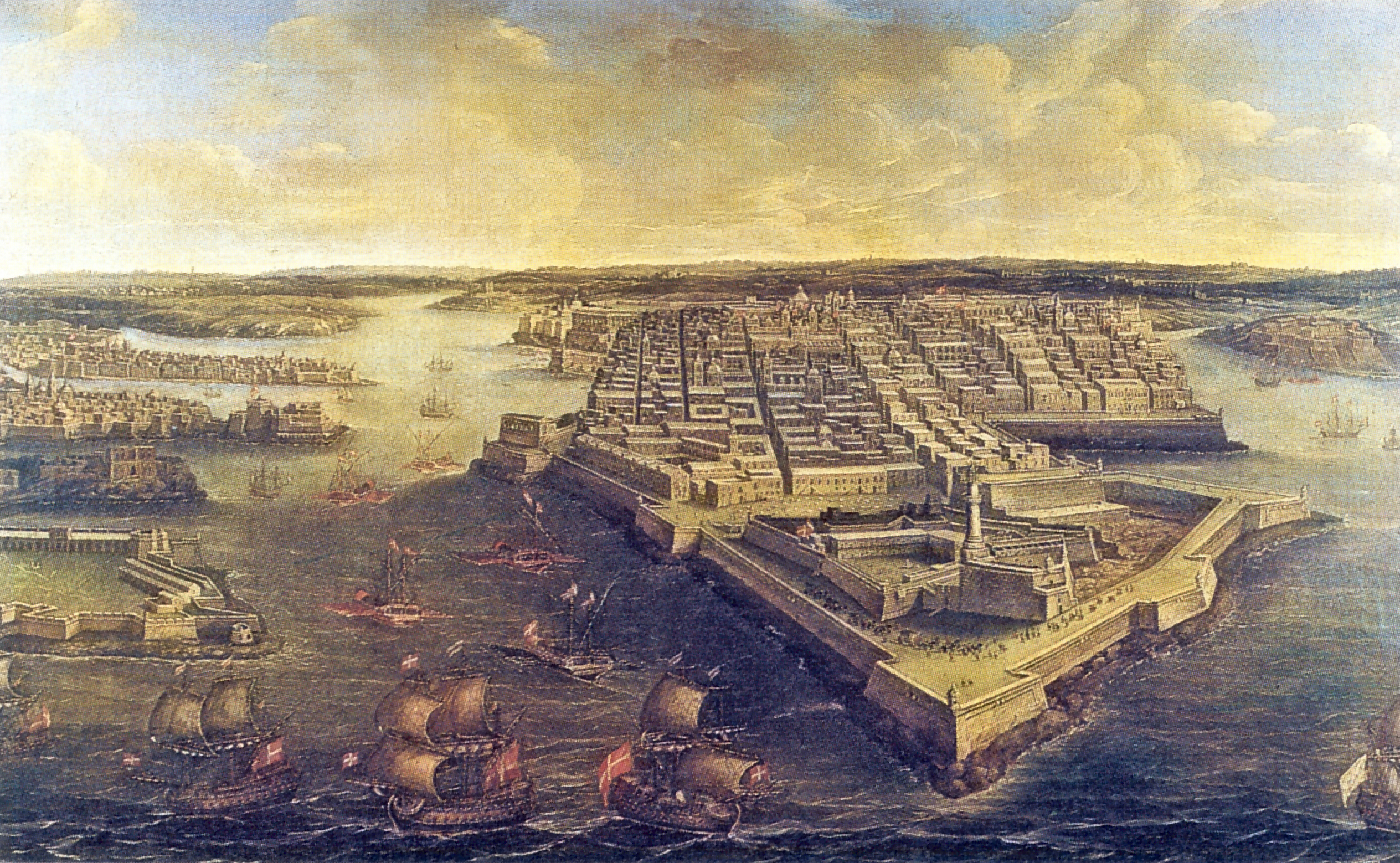
Vista de La Valeta y el Gran Puerto en 1801

En los siglos XVII y XVIII, las fortificaciones fueron reforzadas con la construcción de varias obras, constando de cuatro contraguardias a lo largo del Frente de Tierra, así como con un camino cubierto y un glacis. La punta norte de la península, incluyendo el Fuerte de San Telmo, fueron encerrados en un recinto abaluartado (conocido como el Enceinte Carafa) a fines de la década de 1680 para impedir un asedio desde el mar.
A pesar de las modificaciones, se dieron cuenta de que las murallas de La Valeta no eran lo bastante fuertes como para soportar un largo asedio. En 1635 comenzó la construcción de las Líneas de Floriana, encerrando el Frente de Tierra de La Valeta. Las Líneas de Floriana fueron transformándose hasta el siglo XVIII. Más tarde se desarrolló el suburbio de Floriana en el área comprendida entre las Líneas de Floriana y el Frente de Tierra de La Valeta, y que ahora es una ciudad independiente de derecho.
Los flancos de la ciudad fueron protegidos entre los siglos XVII y XVIII, con la construcción de las Líneas de Santa Margarita, la Línea Cottonera y el Fuerte Ricasoli en el Gran Puerto, y el Fuerte Manuel y el Fuerte Tigné en el lado de Marsamxett. Otras propuestas, incluida la construcción de fortificaciones sobre Corradino y Ta 'Xbiex, también se hicieron, pero nunca se implementaron.

### Ocupación francesa y regla británica

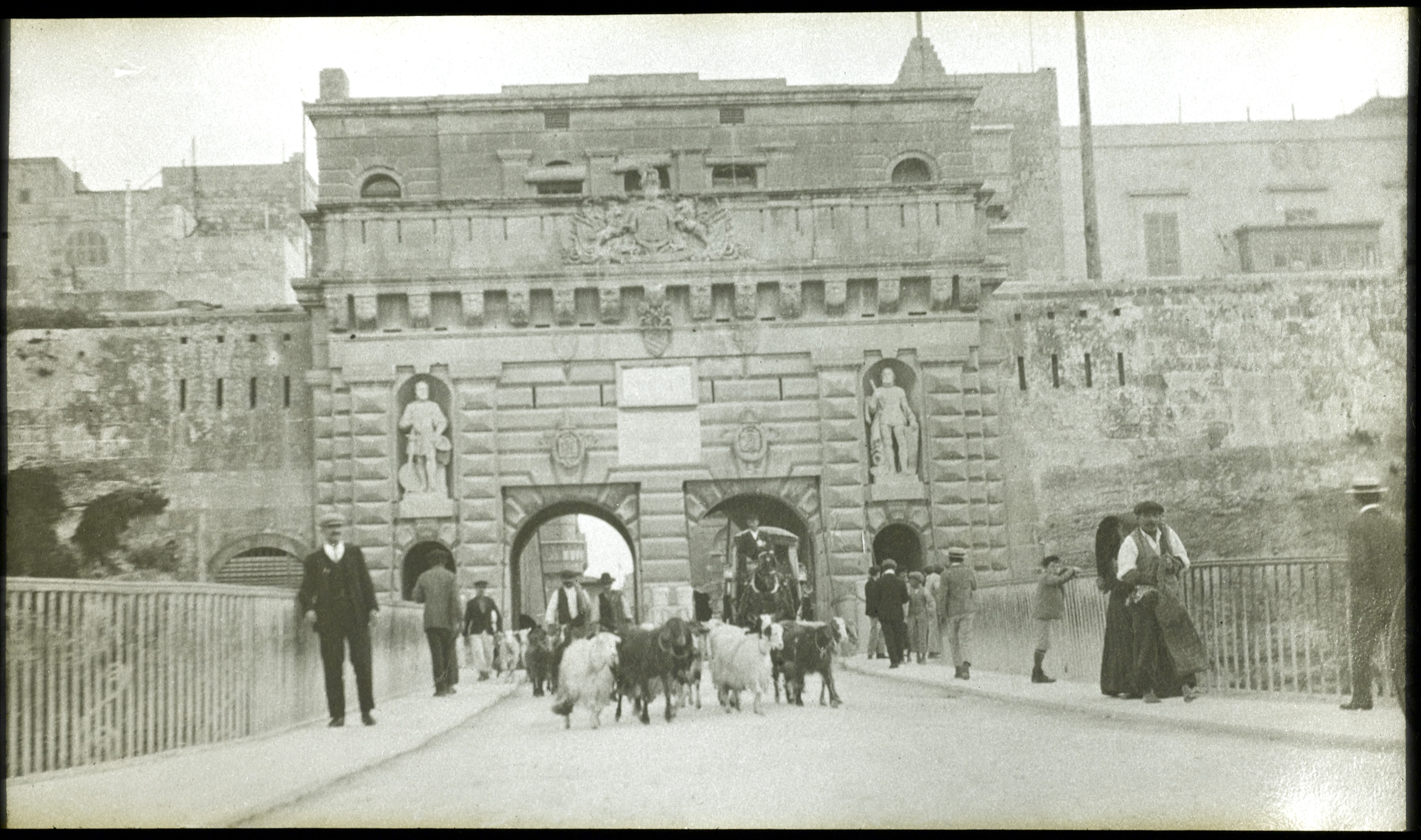
Puerta Real, construida en 1853 y derribada en 1963

Las fortificaciones de La Valeta fueron usadas por primera vez durante la invasión francesa de Malta el 9 de junio de 1798. La Orden capituló sólo tres días después, el 12 de junio, y La Valetta y sus fortificaciones fueron entregadas a los franceses. Al ver las fortificaciones, Napoleón dijo: "Estoy muy contento de que nos abriesen la puerta".
Un par de meses después del comienzo de la ocupación francesa, el pueblo maltés se rebeló contra los franceses y los bloqueó en la zona del puerto con apoyo británico, napolitano y portugués. Los franceses lograron mantenerse en La Valeta hasta septiembre de 1800, cuando el general Vaubois capituló ante los británicos, que tomaron el control de las islas.
Durante el mandato británico, las fortificaciones sufrieron modificaciones; la más significativa fue la construcción del Fuerte Lascaris entre 1854 y 1856. Otras incluyeron la adición de baterías y plataformas de hormigón para cañones, cambios de parapetos y sus embrasures, y la construcción de almacenes de pólvora. Las tres puertas de acceso a La Valeta fueron demolidas, y dos de ellas reemplazadas por puertas más grandes.
Los británicos propusieron la demolición de las fortificaciones varias veces en el siglo XIX. La primera propuesta fue hecha por el General de División Henry Pigot a principios de siglo. En 1853, se hizo una propuesta para demoler el Caballero de Santiago para dar acceso a un hospital militar. En 1855, Sir John Lysaght Pennefather propuso la construcción de una ciudadela en la zona alta de la península de Sciberras, en el sitio del Frente de Tierra de La Valeta y del área circundante. En 1872, se propuso la demolición de los fosos, minas y galerías, mientras que en 1882 se sugirió la demolición de todo el Frente de Tierra. Finalmente, las fortificaciones se conservaron intactas en gran medida, y únicamente fue demolida la Luneta de Santa Magdalena, que se ubicaba cerca de la entrada de la ciudad, en el actual emplazamiento de la Fuente de Tritón.
Las fortificaciones fueron desmanteladas entre finales del siglo XIX y principios del XX. Algunas permanecieron en uso hasta después de la Segunda Guerra Mundial, como el Fuerte de San Telmo, desmilitarizado en 1972, el Fuerte Lascaris y la Batería del Saludo. Las fortificaciones fueron incluidas en la Lista de Antigüedades de 1925.
Hacia 1860 la Puerta Real fue demolida para reconstruirla en un estilo contemporáneo.

### Presente

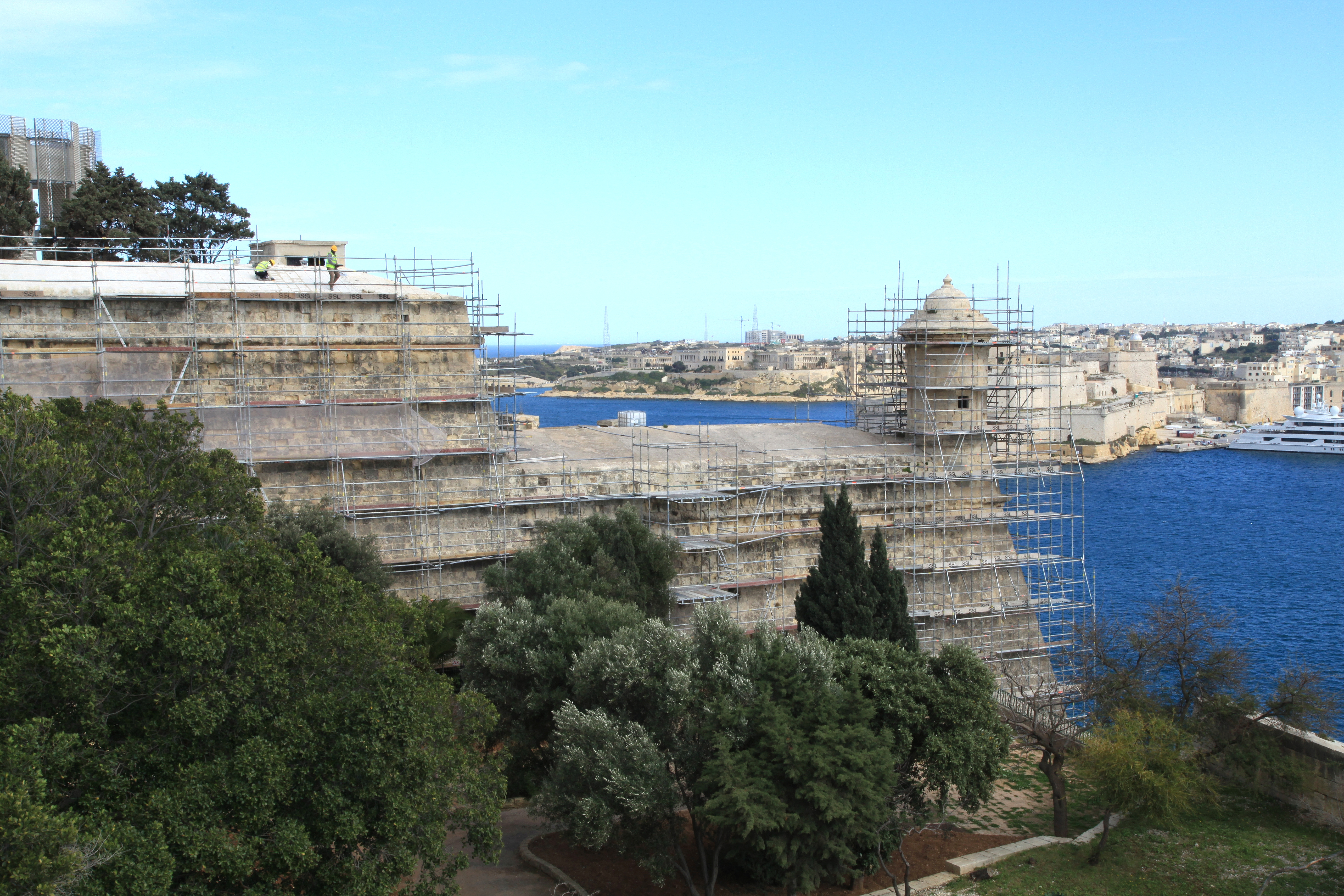
Trabajos de restauración en la Contraguardia de San Pedro y San Pablo en 2013

Los primeros planes para restaurar las fortificaciones de La Valeta, junto con las de Birgu, Mdina y la Ciudadela, fueron hechos en 2006.
La restauración empezó en 2010, con el proyecto "más grande en un siglo". Los ocupantes ilegales fueron expulsados de las tierras públicas alrededor de las fortificaciones. La parte superior del Fuerte de San Telmo fue restaurado, mientras sus partes bajas fueron reacondicionadas. La Capilla de San Roque, en la Contraguardia de San Miguel, bombardeada en la Segunda Guerra Mundial, fue reconstruida en 2014 como parte de la restauración.
En 2011, la Puerta de la Ciudad, construida en 1960, fue derribada, y una nueva Puerta de la Ciudad fue completada en 2014.

## Descripción

### Frente de Tierra
Consta de:

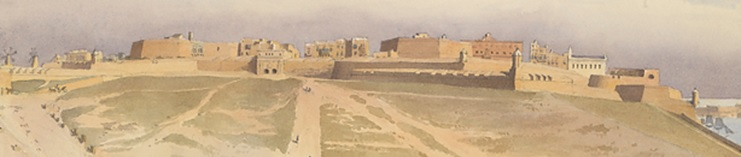
Detalle de una pintura de 1858 de Edward Fanshawe, mostrando el Frente de Tierra de La Valeta.

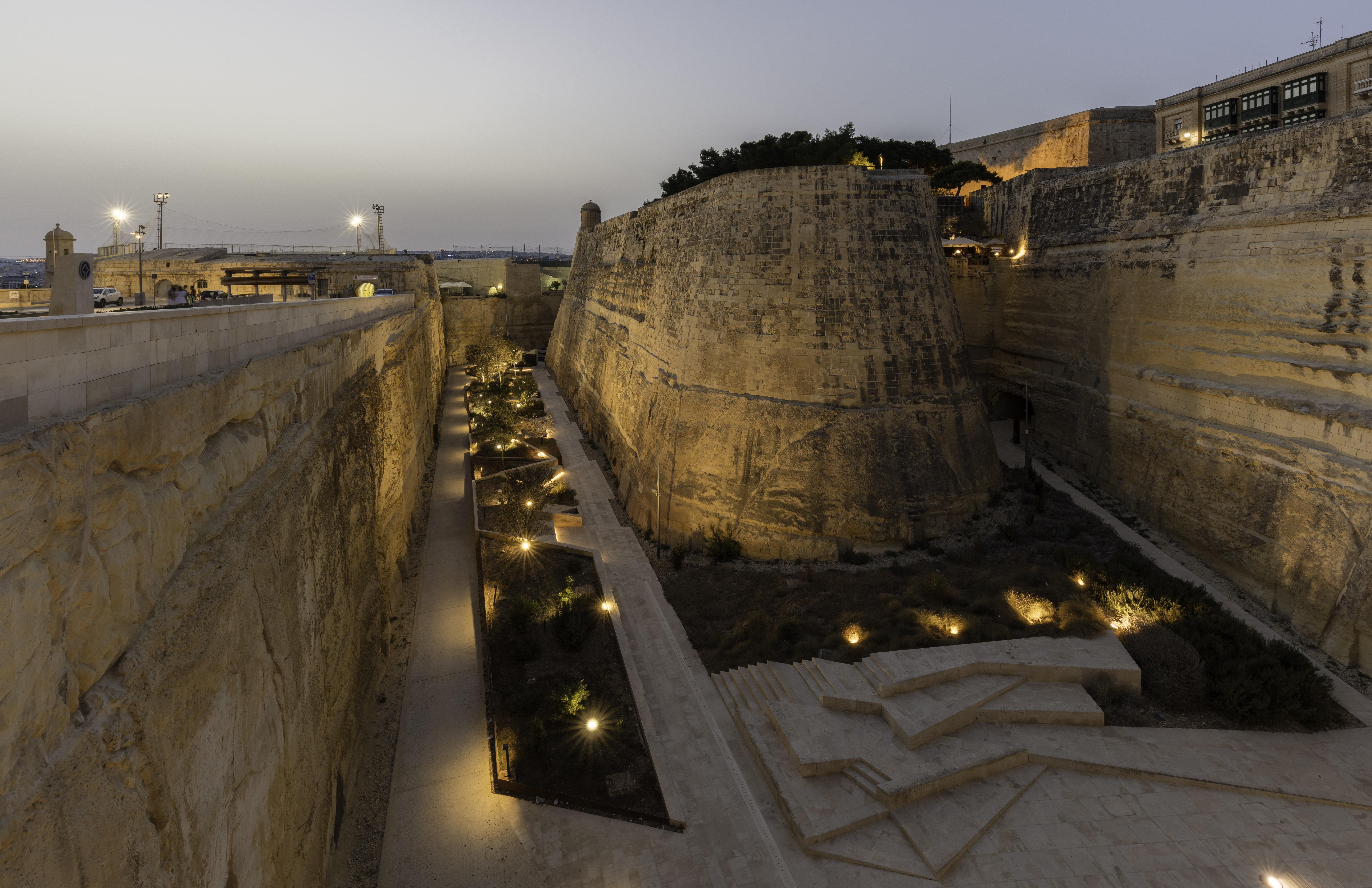
El Bastión de San Juan.

- Baluarte de San Miguel, también denominado Baluarte de Spencer, un semi baluarte en el extremo occidental del Frente de Tierra.[28] Dos molinos de viento fueron construidos encima en 1674 y fueron derribados en el siglo XIX.[29][30] Ahora forma parte de los Jardines Hastings.[31]
- Cortina de San Juan. Ahora también forma parte de los Jardines Hastings.[32]
- Baluarte de San Juan, un gran baluarte en ángulo. Ahora forma parte de los Jardines Hastings.[33]
  - Caballero de San Juan, un caballero (tipo de fortaleza elevada) pentagonal detrás del Bastión de San Juan. Actualmente es la embajada de la Orden de Malta en Malta.[34]
- Cortina de la Puerta Real o de Santiago; en ella está la puerta principal de la ciudad.[35] Fue reconstruida cinco veces; entre 2011 y 2014 las obras estuvieron a cargo de Renzo Piano.

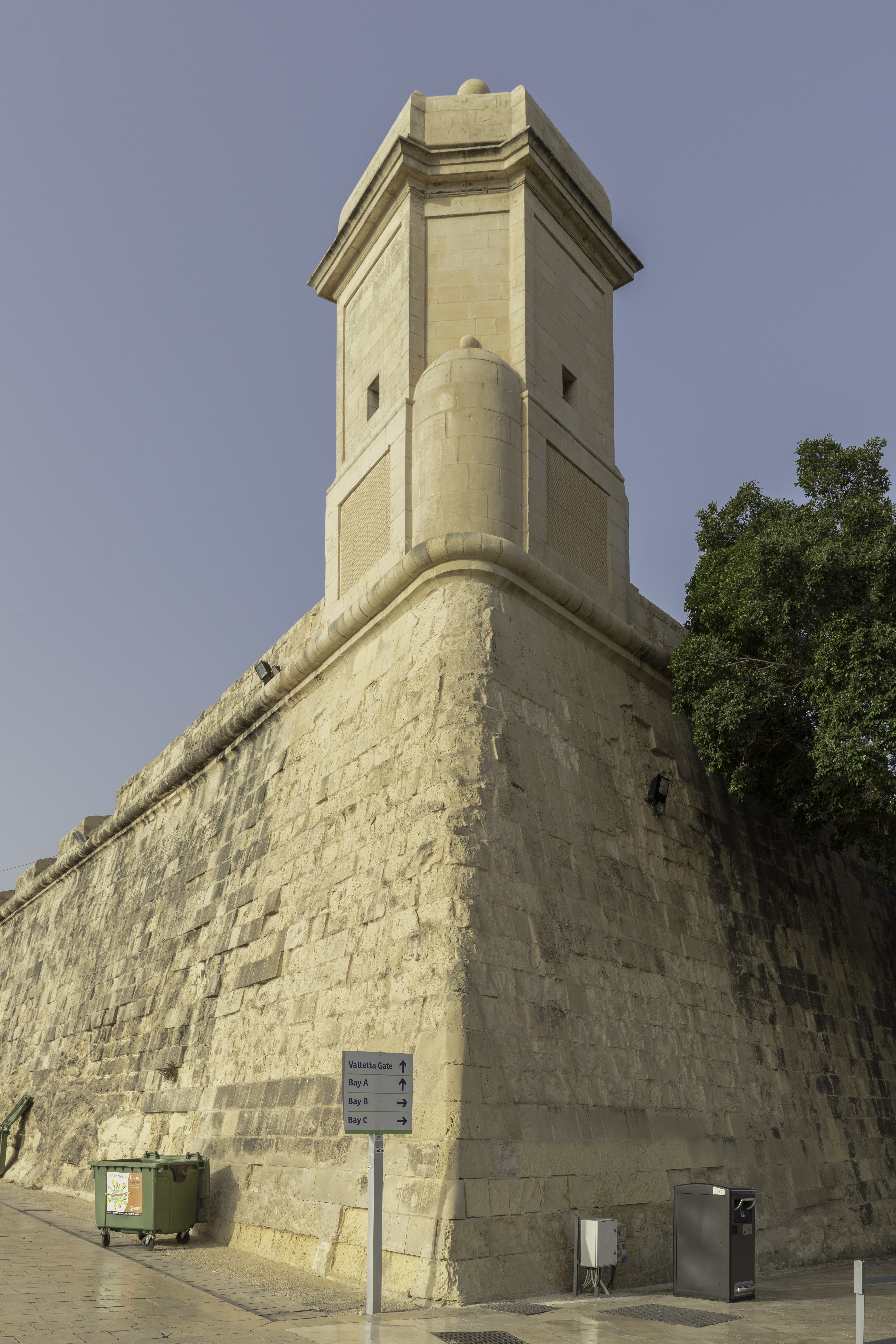
Contraguardia de San Jaime

- Baluarte de Santiago, un gran baluarte en ángulo con un echauguette en su ángulo saliente. Sus pretiles gruesos con troneras han sido desmantelados. El bastión está ocupado por el Banco Central de Malta y un parque automovilístico.[36]
  - Caballero de Santiago, un caballero pentagonal detrás del Baluarte de Santiago. Ahora es un centro cultural.[37]
- Cortina de Castilla. Su parapeto ha sido en gran parte desmantelado para construir la carretera que va desde Floriana a La Valeta.[38]
- Baluarte de San Pedro y San Pablo. Un baluarte esquinado con dos plataformas en la extremidad oriental del Frente de Tierra. La parte superior la ocupan ahora los Jardines de Barrakka, mientras la parte más baja contiene la Batería del Saludo.[39] Debajo de él se encuentra el Fuerte de Lascaris.

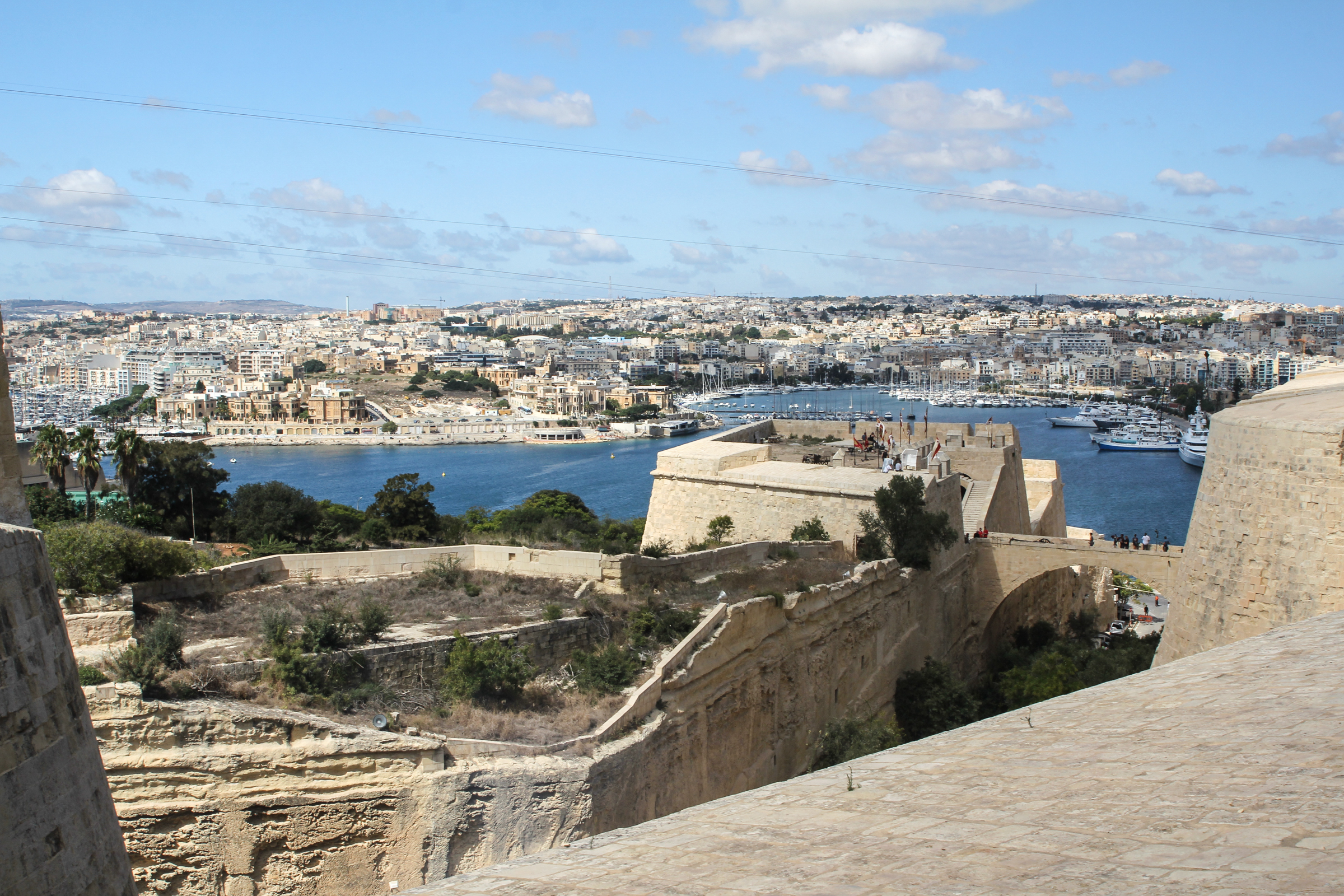
Contraguardia de San Miguel y el camino cubierto, vistos de la Cortina de San Juan

Todo el Frente de Tierra está rodeado por un profundo foso, de donde fueron desenterrados en 2012 los restos de una batería flanqueante.
Están protegidos por:
- Contraguardia de San Miguel, el cual fue construido en 1640 cercano delante del Baluarte de San Miguel. Dispone de tres niveles; el más bajo contiene una atalaya en su ángulo saliente, y una pequeña capilla dedicada a San Roque.[40] La capilla fue destruida en la Segunda Guerra Mundial, pero fue reconstruida en 2014.
- Contraguardia de San Juan. De planta pentagonal, fue construida en 1640 delante del Baluarte de San Juan. Su ángulo saliente contiene una atalaya y un repuesto de pólvora. Es actualmente utilizado como campo de fútbol.[41]
- Luneta de Santa Magdalena. Una luneta protegía la Cortina de la Puerta Real, entrada a la ciudad. Fue desmantelada en el siglo XIX, y hoy se encuentra en su lugar la Fuente de Tritón.
- Contraguardia de Santiago. De planta pentagonal, fue construida en 1640 delante del Baluarte de Santiago. Su ángulo saliente contiene una atalaya y también un repuesto de pólvora. Su plataforma central alberga el Banco Central de Malta.[42]
- Contraguardia de San Pedro y San Pablo, la cual dispone de dos niveles, construidos en 1640, delante del Baluarte de San Pedro y San Pablo. Su ángulo saliente contiene una atalaya, un repuesto de pólvora y una plataforma de observación concreta.[43]

Estos elementos estuvieron rodeados por una cuneta adelantada, pero solo se conserva una parte; el resto fue rellenado con guijarros.

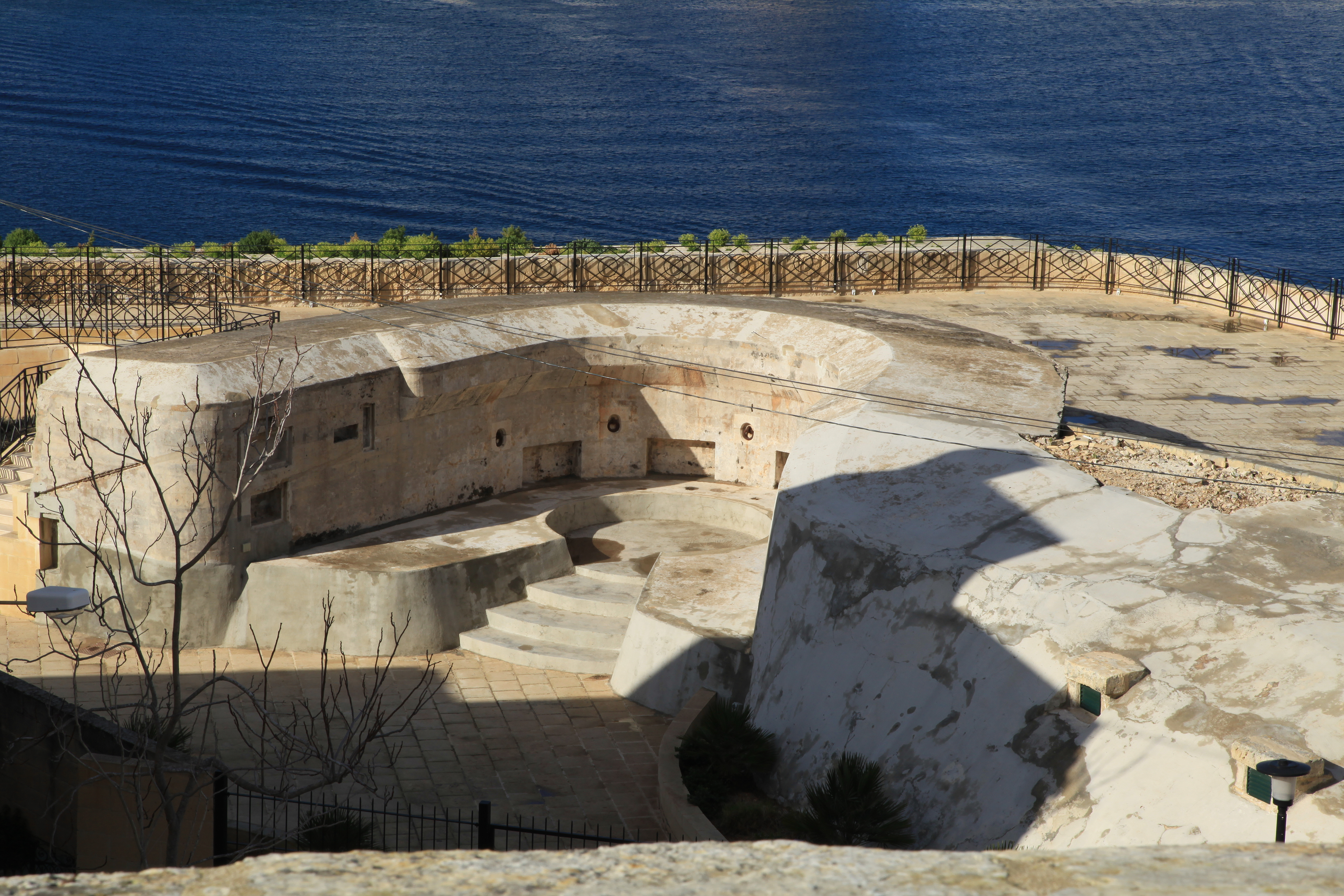
Emplazamiento de las armas en el Bastión de San Andrés

### Recinto del Gran Puerto

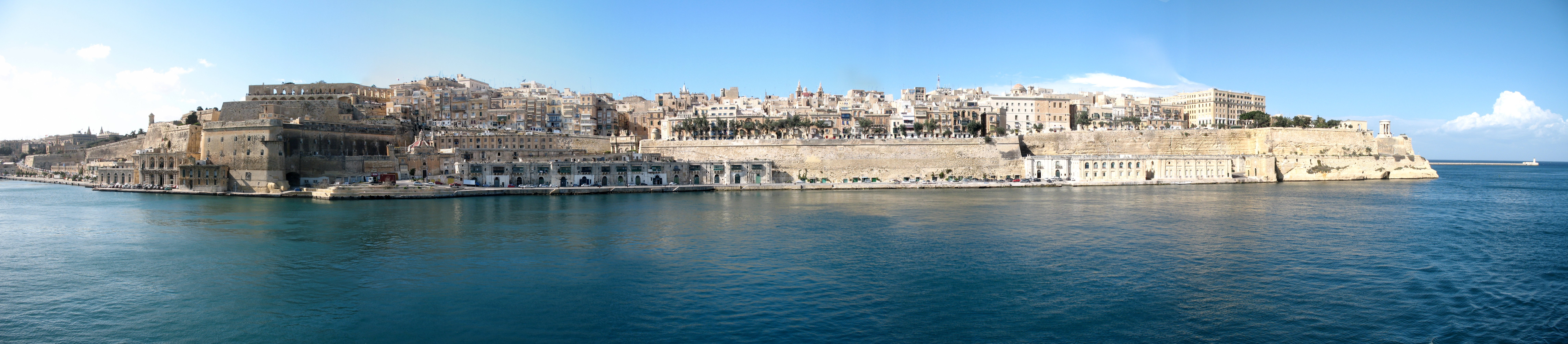
El recinto a lo largo del Gran Puerto

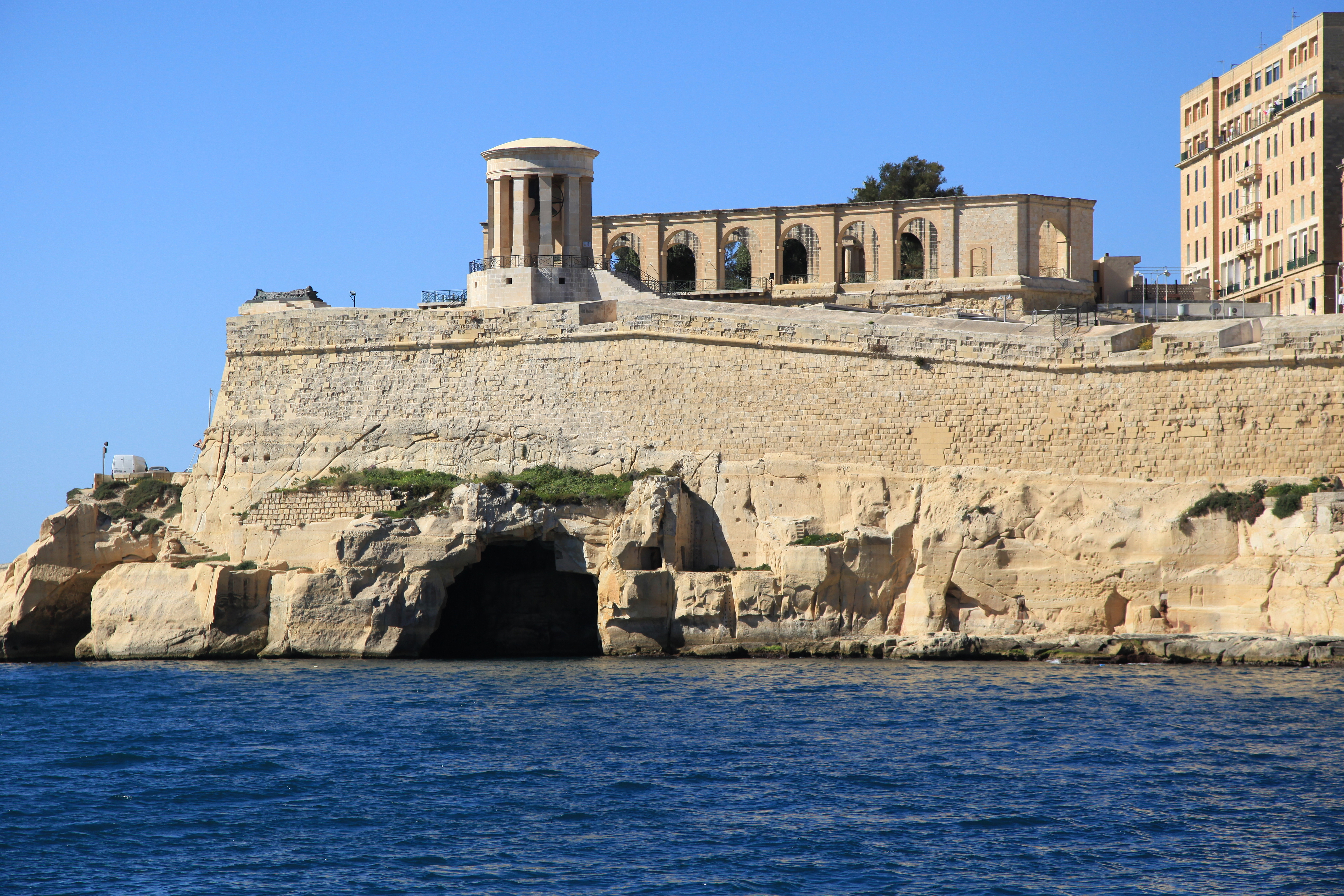
Bastión de San Cristóbal

El enceinte (línea de muros fortificados) del lado que da al Puerto Magnífico comienza en el Bastión de San Pedro y San Pablo del Frente de Tierra de La Valeta, y finaliza en la Cortina de Santa Ubaldesca del Fuerte de San Elmo. Consta de lo siguiente:
- Fuerte Lascaris, también denominado Batería de Lascaris o Baluarte de Lascaris. Se trata de una batería con casamata cercana al Bastión de San Pedro y San Pablo, construido por los británicos entre 1854 y 1856. Las Habitaciones de Guerra de Lascaris están localizadas cerca.[45]
- Cortina de Marina, también conocida como Cortina Liesse – cortina que enlaza los bastiones de San Pedro y San Pablo y el de Santa Bárbara. Contenía originalmente la Puerta Del Monte, la cual fue derribada y reemplazada por la Puerta Victoria en el siglo XIX.[46]
- Baluarte de Santa Bárbara – un bastión de cara plana con un parapeto bajo. Un échauguette está ubicado en la esquina sur del bastión.[47]
- Cortina de Santa Lucía, cortina que enlaza el Bastión de Santa Bárbara y el de San Cristóbal.[48]
- Baluarte de San Cristóbal. Originalmente contaba con dos niveles pentagonales, hoy cortados por la carretera de circunvalación de La Valeta.[49] La parte superior contiene los Jardines Bajos de Barrakka, mientras que la parte baja contiene el Monumento de Guerra de la Campana del Asedio y el Monumento al Soldado Desconocido. Se construyó una batería inferior junto al baluarte en la década de 1680, pero la mayor parte fue desmantelada para permitir el trazado de la carretera de circunvalación.[50]
- Cortina de San Lázaro – cortina que enlaza los bastiones de San Cristobal y San Lázaro.[51]
- Baluarte de San Lázaro, un bastión de cara plana que contiene varias plataformas de cañones británicos y un almacén.[52]

### Fuerte de Santo Telmo

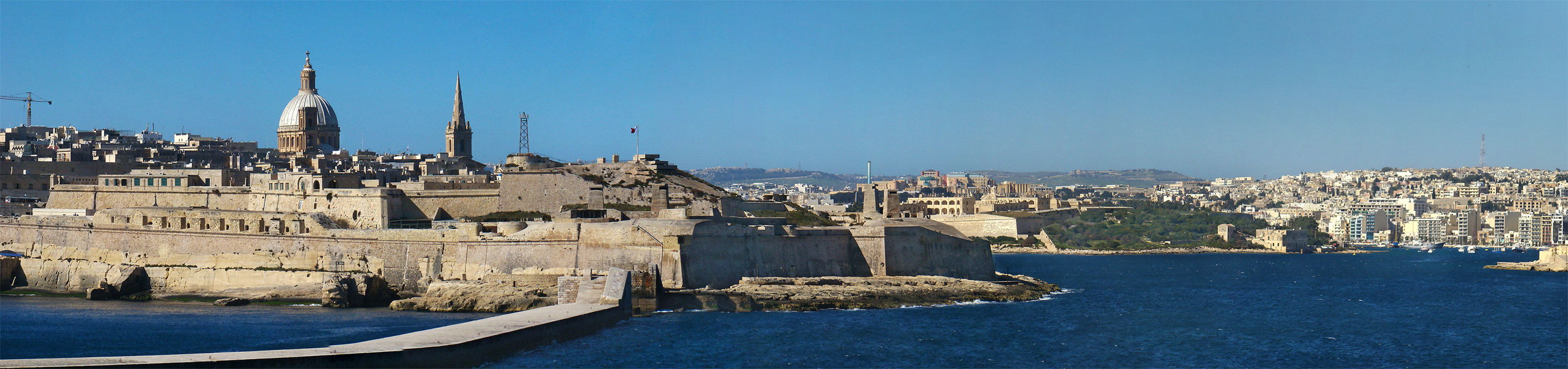
Fuerte de San Telmo con la entrada a Marsamxett a la derecha.

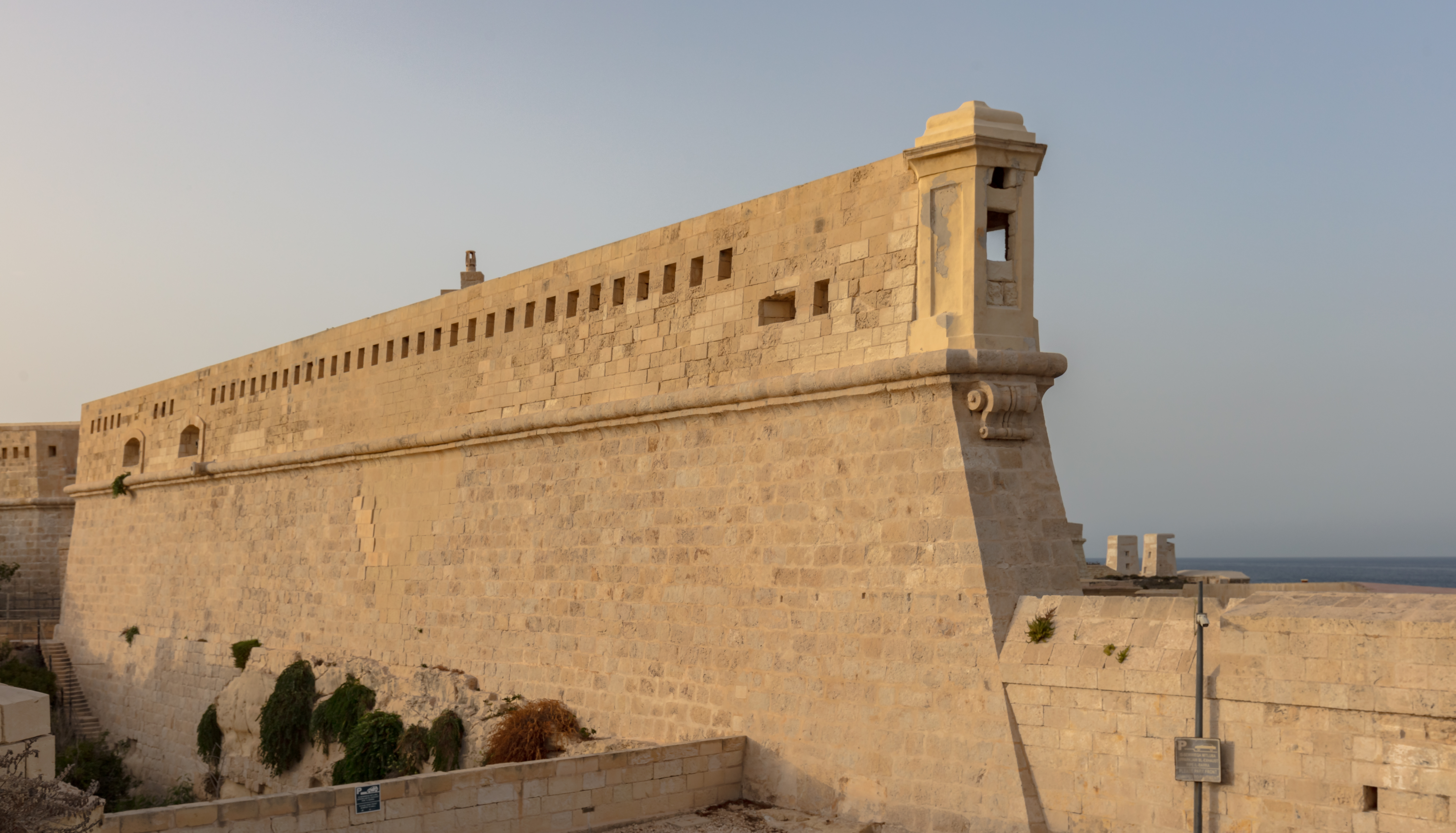
Semibastión izquierdo del Fuerte de San Telmo

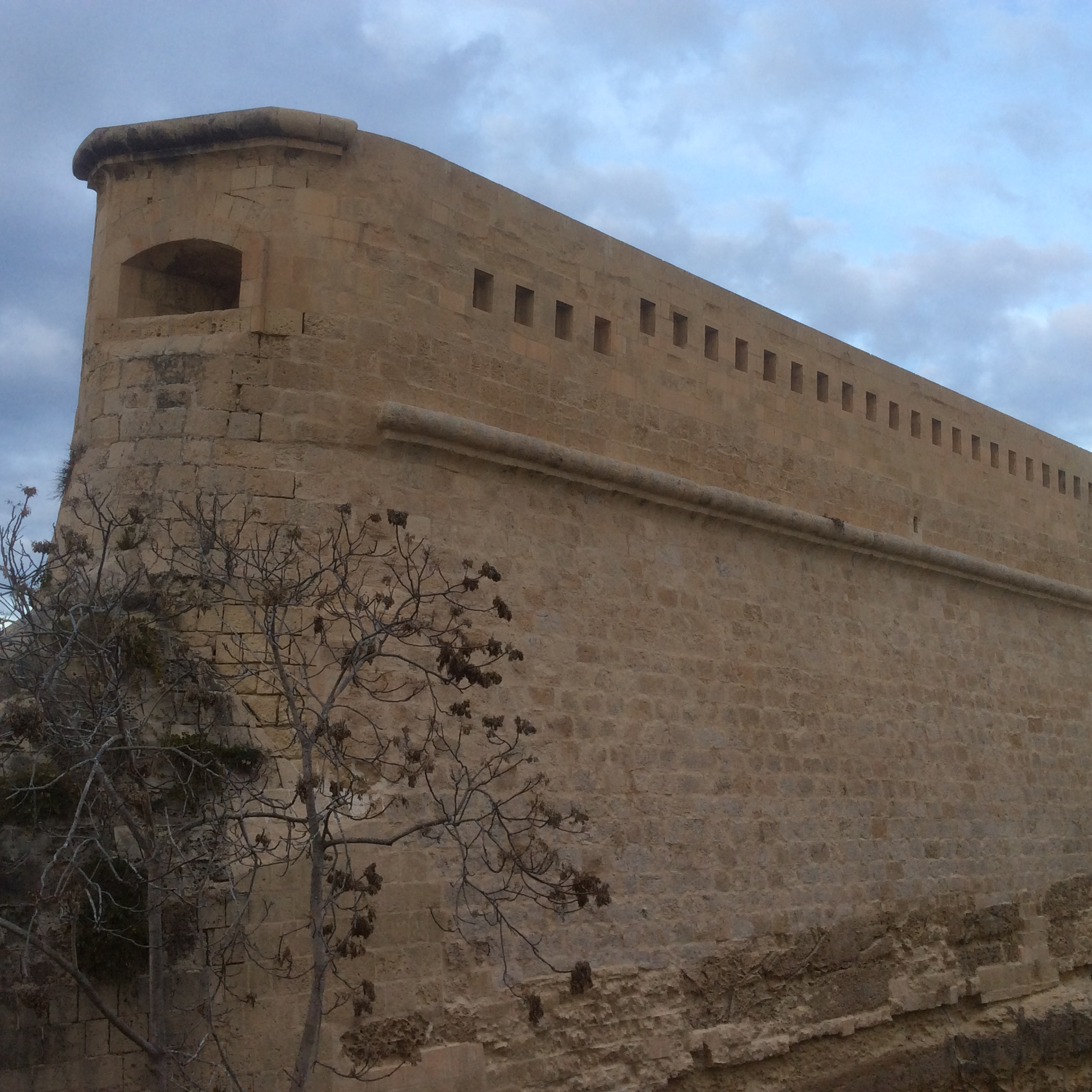
Semibastión derecho del Fuerte de San Telmo.

El Fuerte de San Telmo es la parte más vieja de las murallas de la ciudad, y comanda la entrada tanto del Puerto Magnífico como de Marsamxett. El fuerte y el área circundante constan de lo siguiente:
- Terraza superior – la traza italiana original del fuerte, conformada por dos semibastiones, dos flancos y dos caras, un campo de desfile, cuartel y un gran caballero.
- Baluarte de Vendôme, bastión construido en 1614 que enlaza la Cortina Francesa con el Fuerte de San Telmo, conteniendo un échauguette. Después de ser rodeado por el Enceinte Carafa fue convertido en un almacén, y más tarde en un arsenal. El bastión es ahora parte del Museo de Guerra Nacional.[53]
- Enceinte Carafa – enceinte fortificado construido alrededor del fuerte después de 1687. Consta de los siguientes bastiones:
  - Baluarte de San Gregorio – un bastión asimétrico con una cara izquierda más larga. Fue alterado por los británicos para albergar artillería costera de alto calibre.[54]
  - Cortina de San Gregorio – una cortina que enlaza los bastiones de San Gregorio y de Concepción. Contiene varias piezas de artillería británica.[55]
  - Baluarte de la Concepción, también conocido como Bastión de Ball – pequeño bastión pentagonal, conteniendo artillería, almacén y alojamiento para los artilleros. Sir Alexander Ball fue enterrado en el saliente del bastión.[56]
  - Cortina de Santa Escolástica – cortina que enlaza los bastiones de la Concepción y San Juan. Fue modificada por los británicos para albergar artillería.[57]
  - Baluarte de San Juan, también conocido como Bastión de Abercrombie – un gran bastión asimétrico en el Cabo de San Telmo, el extremo de la península de Sciberras. El bastión contiene artillería británica y almacén.[58]
  - Cortina de Santa Ubaldesca, también conocida como Cortina de Abercrombie – una larga cortina que enlaza los bastiones de San Juan y San Lázaro. Posee artillería británica.[59]

Algunos bloques de las barracas están localizados en el área entre San Telmo Superior y el Enceinte Carafa.

## Floriana

### Líneas de Floriana
Las Líneas de Floriana (en maltés: Is-Swar tal-Furjana) son una línea de fortificaciones en Floriana, Malta, que rodean las fortificaciones de La Valeta y forman las defensas exteriores de la capital. La construcción de las líneas comenzó en 1636 y llevan el nombre del ingeniero militar italiano que las diseñó, Pietro Paolo Floriani. Las Líneas de Floriana se modificaron a lo largo de los siglos XVII y XVIII y se vieron utilizadas durante el bloqueo francés de 1798-1800. Hoy en día las fortificaciones siguen estando en gran parte intactas, aunque mayormente en ruinas y en necesidad de restauración.
Las Líneas de Floriana se consideran entre las más complicadas y elaboradas de las fortificaciones Hospitalarias de Malta. Desde 1998, han estado en la lista tentativa de los sitios Patrimonio de la Humanidad de la UNESCO, como parte de las fortificaciones de los caballeros alrededor de los puertos de Malta.

#### Historia
La ciudad de La Valeta fue fundada el 28 de marzo de 1566 por Jean de Valette, el Gran Maestre de la Orden de San Juan de Jerusalén. La ciudad ocupaba cerca de la mitad de la península de Sciberras, un gran promontorio que separaba el Gran Puerto del Puerto de Marsamxett, y estaba protegido por fortificaciones de traza italiana, incluyendo un frente terrestre con cuatro bastiones, dos caballeros y un profundo foso. Aunque estas fortificaciones estaban bien diseñadas, a principios del siglo XVII no eran lo suficientemente fuertes para resistir un gran ataque debido a los nuevos desarrollos tecnológicos que aumentaban la gama de artillería.
En 1634, hubo temores de que los otomanos atacaran a Malta. El Gran Maestro Antoine de Paule pidió ayuda al Papa Urbano VIII para mejorar las fortificaciones de la isla. El Papa envió a Pietro Paolo Floriani a examinar las defensas, que en 1635 propuso construir una segunda línea de fortificaciones alrededor del Frente de Tierra de La Valeta. Algunos miembros de la Orden e ingenieros militares se opusieron fuertemente a estos planes, ya que la gran guarnición necesaria para manejar las líneas se consideraba demasiado cara. De Paule decidió construir las líneas, ya que habría sido incorrecto estar en desacuerdo con el ingeniero militar del Papa. El alguacil Gattinara renunció de su cargo en la Comisión de Fortificaciones en protesta.
Los trabajos comenzaron en 1636, pero no se llevó a cabo ninguna ceremonia para conmemorar la colocación de la primera piedra debido a la controversia en torno a la construcción. Dado que la fortificación era cara, el nuevo Gran Maestre, Giovanni Paolo Lascaris, impuso un nuevo impuesto sobre los bienes inmuebles. Este impuesto creó una disputa entre la Orden y el clero, que protestó ante el Papa. Algunos sacerdotes también influenciaron a la población a participar en una protesta nacional, pero los planes se filtraron a las autoridades y los líderes fueron arrestados.
Las fortificaciones fueron nombradas Líneas de Floriana por el nombre de su arquitecto. En junio de 1640, las líneas se consideraban parcialmente defendibles, aunque todavía incompletas.
Los temores de un ataque otomano crecieron de nuevo tras la caída de Candia en 1669, y al año siguiente el Gran Maestre Nicolás Cotoner invitó al ingeniero militar Antonio Maurizio Valperga a mejorar las fortificaciones, en el momento en que las Líneas de Floriana todavía estaban en construcción, y una serie de puntos débiles habían sido identificados en su diseño original, especialmente porque los semibastiones que forman las dos extremidades del Frente de Tierra eran demasiado agudos y no podían ser defendidos bien. Valperga intentó corregir estos defectos haciendo una serie de alteraciones al Baluarte de San Salvador en el extremo occidental de las líneas, y construyendo una falsabraga alrededor del Frente de Tierra y un hornabaque coronado cerca del extremo oriental. En la década de 1680 algunas modificaciones menores fueron hechas por el ingeniero flamenco Carlos de Grunenbergh.
El trabajo de las modificaciones de Valperga a las líneas progresó lentamente, y a principios del siglo XVIII las obras exteriores, el glacis y el recinto que miraba a Marsamxett estaban inacabados. Las obras continuaron con otro ingeniero, Charles François de Mondion, y las líneas fueron en gran parte terminadas cuando la Puerta de las Bombas fue construida en 1721. Otras modificaciones fueron hechas durante las décadas siguientes, tales como la construcción de la Trinchera Norte hacia 1730.
En 1724 fue fundado el suburbio de Floriana en el área entre las Líneas de Floriana y el Frente de Tierra de La Valeta. El suburbio fue nombrado Borgo Vilhena por el Gran Maestre António Manoel de Vilhena, pero era comúnmente conocido como Floriana. Ahora es una ciudad por derecho propio.
Las fuerzas francesas invadieron Malta en junio de 1798, y la Orden capituló después de un par de días. Los franceses ocuparon la isla hasta septiembre, cuando los malteses se rebelaron y bloquearon a las fuerzas francesas en la zona del puerto con ayuda extranjera. Las Líneas de Floriana permanecieron bajo control francés durante todo el bloqueo, y los malteses construyeron la Batería de Tas-Samra y una batería en Corradino para bombardearlos.
Después de que los británicos tomaron Malta en 1800, las líneas seguían siendo un establecimiento militar funcional. Se realizaron una serie de intervenciones menores, ampliación de la Puerta de las Bombas, la demolición de una luneta y algunas otras puertas, y la adición de almacenes de pólvora y pasadizos.
Las fortificaciones se incluyeron en la Lista de antigüedades de 1925, y ahora se encuentran también en el inventario nacional del patrimonio cultural de las islas maltesas.
En la década de 1970, partes de la cubierta y glacis fueron destruidos para dar paso a grandes tanques de almacenamiento. Hoy en día, las líneas están aún más o menos intactas, pero algunas partes están bastante deterioradas y necesitan restauración.

#### Descripción
El Frente de Tierra de Floriana es un gran recinto abaluartado que encierra la zona cercana de tierra a Floriana.
Consiste en:
- Baluarte de la Provenza, también conocido como Bastión de San Salvador o Bastion Sa Maison - un semibastión atrincherado que fue alterado en gran medida durante el curso de los siglos XVII y XVIII.
- Cortina de Notre Dame - cortina que une los bastiones de San Salvador y de San Felipe. Contenía la Puerta de Notre Dame, parcialmente demolida en la década de 1920 para dar cabida a las necesidades de tráfico.
- Baluarte de San Felipe - un gran bastión de ángulo obtuso en el centro del Frente de Tierra. Se retranquea con los siguientes baluartes:
  - Baluarte de San Jaime
  - Baluarte de San Lucas
- Cortina de Santa Ana - cortina que une el Baluarte de San Lucas y el Baluarte de San Francisco. Contenía la Puerta de Santa Ana, sustituida por una puerta mayor en 1859, siendo esta también demolida en 1897 para facilitar el flujo de tráfico.
- Baluarte de San Francisco - un gran semibaluarte vinculado al Bastión Polverista de la enceinte del Gran Puerto. Formaba una trinchera conjuntamente con el Bastión de San Marcos.

El Frente de Tierra está rodeado por un foso, que contenía además:
- Contraguardia de San Salvador, una contraguarda detrás del Bastión de San Salvador.
- Luneta de la Piedad, luneta pentagonal entre el Bastión de San Salvador y el Revellín de Notre Dame, frente al arroyo Pietà. Fue dañado por un bombardeo aéreo en la Segunda Guerra Mundial.
- Revellín de Notre Dame, también conocido como el Revellín Inferior, es un revellín pentagonal cerca de la Cortina de Notre Dame, entre los bastiones de San Salvador y de San Philip. En su interior se localizan edificios gubernamentales modernos.
- Una luneta pentagonal entre el Revellín de Notre Dame y el Bastión de San Felipe. Fue dañado por un bombardeo aéreo en la Segunda Guerra Mundial y fue reparado.
- Luneta de la Puerta de las Bombas, luneta entre el Bastión de San Felipe y el Revellín de San Francisco. Fue demolida a principios del siglo XX para dar paso a la moderna carretera de La Valeta.
- Revellín de San Francisco, también conocido como el Revellín Superior, es un revellín pentagonal cerca de la Cortina de Santa Ana, entre los bastiones de San Felipe y de San Francisco. Las oficinas de la Autoridad de Medio Ambiente y Planificación de Malta (MEPA, por sus siglas en inglés) están ubicadas en su interior.

Las obras exteriores están rodeadas por una falsabraga, un foso, un camino cubierto y un glacis.
- La Puerta de las Bombas, abierta en la falsabraga hacia 1720 y denominada Porta dei Cannoni. Fue ampliada por los británicos y denominada Porte des Bombes hasta que fue derribada con su tramo de la falsabraga para facilitar el flujo de tráfico. Ahora se parece a un arco de triunfo.
- La Corona, hornabeque interno con dos semibaluartes y una corona exterior con un baluarte y dos semibaluartes situados cerca del Revellín de San Francisco. La corona estaba protegida por una galería de mosqueteros con vistas a Marsa y por dos lunetas, una cerca del Frente de Tierra y otra cerca de su flanco.

El Enceinte Marsamxett es un enceinte que corre a lo largo del puerto de Marsamxett hasta el Bastión de Msida.
Se compone de:
- Baluarte de la Victoria, pequeño baluarte con bóvedas insertado en el Bastión de la Provenza, el cual forma parte del Frente de Tierra.
- Cortina Polverista, una larga cortina con bóveda entre los bastiones de la Victoria y de Msida. Tiene vistas a la base de las Fuerzas Armadas de Malta en el Muelle Hay.
- Baluarte de Msida - baluarte poligonal asimétrico con un reducido semibalauarte y un cementerio construido encima en el siglo XIX.
- Un muro cortina anónimo entre los bastiones de Msida y de la Cuarentena.
- Bastión de la Cuarentena - bastión poligonal asimétrico con un reducido semibaluarte. Es cortado por una moderna carretera.

Además, el recinto abaluartado de las Trinchera Norte se encuentra detrás de toda la enceinte Marsamxett, actuando como una línea secundaria de defensa.
Por su parte, el Recinto del Gran Puerto se compone de:
- Baluarte Capuchino, también conocido como Dhoccara o Baluarte Polverista, un semibalauarte unido al Bastión de San Francisco del Frente de Tierra. Contiene un almacén pólvora del siglo XVIII.
- Una cortina que liga el Bastión de los Capuchinos a la plataforma cerca de la Cortina del Crucifijo.
- Una plataforma plana o bastión cerca de la Cortina del Crucifijo.
- Cortina del Crucifijo, cortina que liga la plataforma al Bastión del Crucifijo.
- Bastión del Crucifijo, un gran bastión asimétrico que contiene un almacén de pólvora del siglo XIX. También tenía un emplazamiento concreto para una pieza de artillería naval BL de 9 pulgadas, que fue eliminada.
- Cortina de Kalkara, cortina que conecta los bastiones del Crucifijo y de Kalkara. Es cortado por una carretera moderna.
- Bastión de Kalkara, un bastión enceinte que conecta con la Contraguardia de San Pedro y San Pablo del Frente de Tierra de La Valeta.

El Recinto del Enceinte Marsamxett consta de:
- Tenaza de San Andrés, una pequeña tenaza bajo el Bastión de San Miguel.[60]
- Bastión de San Andrés, bastión pentagonal asimétrico. Cuenta con dos niveles. El inferior contenía la Puerta de Marsamxett, que fue derribada en el siglo XX.[61] Un pequeño faussebraye se encuentra debajo del bastión. La Columna de Ponsonby fue construida en el bastión en 1838, pero fue destruida por un rayo en 1864.[62]
- Cortina de Manderaggio, cortina que une los bastiones de San Andrés y de San Salvador. Fue originalmente dividida en dos partes, para que los barcos entrasen por el Manderaggio, aunque el espacio fue tapiado cuando se abandonó el trabajo en el Manderaggio.[63]
- Baluarte de San Salvador - una plataforma de artillería de cara plana. En el bastión se excavaron varios refugios antiaéreos durante la Segunda Guerra Mundial.[64]
- Cortina Alemana, pequeña cortina al norte del Baluarte de San Salvador. Contiene refugios antiaéreos.[65]
- Cortina de San Sebastián, pequeña cortina al norte de la Cortina Alemana. Contiene refugios antiaéreos.[66]
- Cortina Inglesa - una pared cortina cerca de la Bahía de San Telmo, que pasa por el Albergue de Baviera. Contiene el puerto de Sally de los judíos y una serie de refugios antiaéreos. Un échauguette reconstruido está situado entre las cortinas Inglesa y Francesa.[67]
- Cortina Francesa - una cortina larga cerca de la Bahía de San Telmo, ligada al Fuerte de San Telmo.[68]

### Frente de Tierra
- Baluarte de San Juan
- Baluarte de Santiago